# Contraception dans l'Égypte antique
Au sein de la société égyptienne, la famille constitue la véritable cellule sociale de base, et son importance est confirmée par les innombrables représentations de couples accompagnés de leur progéniture ; la plus célèbre est celle du pharaon Akhenaton, de sa femme Néfertiti et de leurs filles. Le rôle principal de la femme était celui d'épouse et de mère. Pourtant, les papyri médicaux prouvent que la contraception était pratiquée dans l'ancienne Égypte.

## Raisons du recours à la contraception
Certaines raisons poussaient une petite minorité de femmes à recourir à des méthodes contraceptives. Ainsi, les prostituées étaient les utilisatrices les plus assidues de ce type de médecine, une grossesse pouvant être une entrave à leur activité professionnelle. De même pour les filles non mariées, ce pouvait être un sujet de médisance, surtout si elles ne désiraient pas épouser le père de l'enfant.
Des motifs plus médicaux pouvaient également jouer, les accouchements représentant toujours un danger important pour les femmes les plus fragiles et celles dont la constitution (bassin trop étroit) ou l'hérédité laissaient présager des complications susceptibles d'être fatales. Il semble également que le recours aux pratiques contraceptives étaient recommandées dans le cas de problèmes psychiatriques.

## La médecine
Les papyri médicaux traitant de procédés contraceptifs témoignent non seulement d'une observation empirique efficace, mais aussi de réelles connaissances pharmacologiques. L'ensemble des remèdes proposés associe des produits d'origine végétale, minérale ou animale, prescrits soit par voie orale, soit plus généralement, en application locale. Parmi les ingrédients prescrits, certains possèdent de réelles vertus contraceptives, comme les dattes qui ont un effet spermicide reconnu, tout comme la gomme d'acacia, le miel ou encore le natron.

### Exemples de préparation contraceptive
Dans le Papyrus Kahun, on retrouve la préparation suivante :
« Des épines d'acacia finement broyées, mélangées à des dattes et du miel et étendues sur un tampon de fibre introduit profondément dans le vagin. »
La recherche biologique a montré que les épines d'acacia renferment une sorte de latex (gomme arabique) qui s'enrichit en acide lactique au fur et à mesure du processus de fermentation. Cet acide entre dans la composition de certains spermicides modernes.
Le Papyrus Ebers, dans l'ordonnance 783, prescrit :
« Début des préparations qui doivent être préparées pour les femmes.
Faire qu'une femme cesse d'être enceinte pendant un, deux ou trois ans.
Extrait d'acacia (fruit non mûr d'acacia ou partie de l'acacia), caroube, dattes.
Ce sera finement broyé dans un vase hnw de miel.
Un tampon vaginal en sera imbibé et appliqué dans son vagin. »